# IC 4752
IC 4752 је спирална галаксија у сазвјежђу Паун која се налази на листи објеката дубоког неба у Индекс каталогу.
Деклинација објекта је - 64° 4' 54" а ректасцензија 18h 43m 47,7s. Привидна величина (магнитуда) објекта IC 4752 износи 14,7 а фотографска магнитуда 15,5. IC 4752 је још познат и под ознакама ESO 103-57, PGC 62323.